# Шонгау (Люцерн)
Шонгау (нім. Schongau LU) — громада  в Швейцарії в кантоні Люцерн, виборчий округ Гохдорф.

## Географія
Громада розташована на відстані близько 75 км на північний схід від Берна, 25 км на північ від Люцерна.
Шонгау має площу 12,4 км², з яких на 5,9% дозволяється будівництво (житлове та будівництво доріг), 68,4% використовуються в сільськогосподарських цілях, 25,3% зайнято лісами, 0,5% не є продуктивними (річки, льодовики або гори).

## Демографія
2019 року в громаді мешкало 1030 осіб (+18,9% порівняно з 2010 роком), іноземців було 6,5%. Густота населення становила 83 осіб/км².
За віковим діапазоном населення розподілялося таким чином: 23,3% — особи молодші 20 років, 63,3% — особи у віці 20—64 років, 13,4% — особи у віці 65 років та старші. Було 404 помешкань (у середньому 2,5 особи в помешканні).
Із загальної кількості 401 працюючого 144 було зайнятих в первинному секторі, 148 — в обробній промисловості, 109 — в галузі послуг.